# Viggo Petersen
Viggo Petersen (født 1914) var en dansk atlet. Han var medlem af Østerbro-klubben Københavns IF og vandt otte danske mesterskaber, fem i kuglestød og tre i diskoskast. Han var med ni landskampe.

## Danske mesterskaber
- Bronze 1947 Kuglestød 12,89
- Bronze 1946 Kuglestød 12,84
- Bronze 1945 Kuglestød 13,16
- Guld 1944 Kuglestød 13,24
- Guld 1943 Kuglestød 13,04
- Guld 1942 Kuglestød 13,68
- Bronze 1942 Diskoskast 41,13
- Sølv 1941 Kuglestød 13,00
- Sølv 1941 Diskoskast 41,10
- Guld 1940 Kuglestød 13,46
- Guld 1939 Diskoskast 41,43
- Guld 1938 Kuglestød 13,89
- Guld 1938 Diskoskast 40,65
- Bronze 1937 Kuglestød 12,66
- Guld 1936 Diskoskast 40,77
- Sølv 1936 Kuglestød 13,08
- Bronze 1935 Kuglestød 12,85
- Bronze 1933 Kuglestød 12,40

## Personlige rekorder
- Kuglestød: 13,89 1938
- Diskoskast: 42,22 1936